# Puybrun
Puybrun – miejscowość i gmina we Francji, w regionie Oksytania, w departamencie Lot.
Według danych na rok 1990 gminę zamieszkiwały 672 osoby, a gęstość zaludnienia wynosiła 154 osoby/km² (wśród 3020 gmin regionu Midi-Pyrénées Puybrun plasuje się na 482. miejscu pod względem liczby ludności, natomiast pod względem powierzchni na miejscu 1543.).